# Avikam
L'avikam (també anomenada avekom o brignan) és una llengua pertanyent al grup de llengües kwa (que en algunes ocasions ha estat qüestionada la seva existència)que pertany a la família nigerocongolesa. Es parla a la zona costanera de Grand Lahou, a la regió de Grans Ponts i al sud de la regió de Lôh-Djiboua, a Costa d'Ivori i el nombre de parlants era de 21.000 en l'any 1993 i de 32.000 en el 2002. És una llengua que s'escriu amb l'alfabet llatí i se sap que està relacionada en gran manera amb una altra llengua, l'alladina. L'avikam és la llengua materna dels avikams.

## Família lingüística
L'avikam és una llengua que està juntament amb l'alladian en un subgrup de les llengües nyos, que són llengües kwa, que formen part de la gran família de les llengües nigerocongoleses.

## Geolingüística i pobles veïns
L'avikam es parla en la zona costanera del departament de Grand Lahou i al cantó d'Avikam a la regió de Grans Ponts i a l'oest de la Llacuna Tagbo, al sud de la regió de Lôh-Djiboua.
Segons el mapa lingüístic de Costa d'Ivori de l'ethnologue, el territori avikam està separat en dues petites porcions de terreny a la costa de l'oceà Atlàntic, al centre-sud de Costa d'Ivori. Al nord, les dues limiten amb el territori dels yocoboué dides i la que està més a l'oest limita amb els godiés, que estan més a l'oest.

## Fonologia
És una llengua que posseeix harmonia vocàlica. A més a més tenen tres tons: alt, baix i modulat, i cada síl·laba de la paraula està afectat per un d'aquests.

## Gramàtica
Algunes característiques generals de la gramàtica són: 
- Existeixen frases nominals (sense verb) i verbals.
- Formació del plural. La llengua avikam forma el plural afegint un mot per separat al costat de la paraula que es vol indicar que és plural.
- Articles definits. Utilitzen un afix amb la paraula per indicar que aquesta porta un article d'aquesta mena.
- Ordre en l'oració. L'avikam segueix l'ordre de construcció de frases d'una llengua SVO és a dir el subjecte primer i després el verb. En el cas d'haver-hi un objecte directe aniria després del verb. Si el nom està acompanyat d'un demostratiu aquest anirà després del nom.
- Construcció de preguntes polars. Les preguntes d'aquest tipus en aquesta llengua es construeixen afegint una partícula concreta que expressa pregunta. A més, dintre d'una oració estan situades al final.[5]

## Paraules manllevades
Es coneix que a finals del s. XIX i a principis del XX s'han manllevat paraules, principalment angleses, per tal de descriure alguns objectes de nova creació.

## Algunes paraules
Els deu primer números en avikam són: εtɔn (1), anyɔ (2), anzan (3), àna (4), ànyu (5), àwa (6), εbiɔn (7), εcε (8), εmlɔ (9), èju (10).
Algunes de les expressions utilitzades per saludar són les següents, Yanela, Ayoka, Okonia, M saɔn, ɔn sa lɛ loo (només per un grup d'homes), Sa ma màɔn, ɔn sa lɛ loo (per un grup d'homes i dones), A ŋlɛ tàn? (només al matí), Ɛɛn en resposta a l'anterior), Taflɔ (només al matí), Bisèìn (només al migdia).

## Sociolingüística, estatus i ús de la llengua
L'alladian és una llengua desenvolupada (EGIDS 5): Està estandarditzada té literatura i gaudeix d'un ús vigorós per persones de totes les edats i generacions tant en la llar com en societat en tots els àmbits tot i que no és totalment sostenible. Entre el 25% i el 50% dels que estan escolaritzats en alladian la tenen com a segona llengua. L'alladian s'escriu en alfabet llatí. El 1957 es van traduir fragments de la Bíblia a l'avikam. Els alladians també perlen el francès, llengua oficial del país.